# Liste der denkmalgeschützten Objekte in Klagenfurt am Wörthersee-St. Peter bei Ebenthal
Die Liste der denkmalgeschützten Objekte in Klagenfurt am Wörthersee-St. Peter bei Ebenthal enthält die 5 denkmalgeschützten, unbeweglichen Objekte der Katastralgemeinde St. Peter bei Ebenthal der Gemeinde Klagenfurt am Wörthersee.

## Denkmäler
| Foto |                 | Denkmal                                                                                 | Standort                                                | Beschreibung | Metadaten |
| ---- | --------------- | --------------------------------------------------------------------------------------- | ------------------------------------------------------- | --- | --- |
| ja   | Datei hochladen | Städtischer Kindergarten und Hort (ehem. Herrenhaus) HERIS-ID: 102950 Objekt-ID: 119404 | Fischlstraße 32 Standort KG: St. Peter bei Ebenthal     | Der Westtrakt mit Erkern stammt im Kern aus dem 16. Jahrhundert. Im 19. Jahrhundert wurde das Haus ausgebaut und als Hefe- und Spiritusfabrik genutzt. 1973 von der Stadt Klagenfurt erworben und heute als Kindergarten genutzt, erfolgten bauliche Erweiterungen. | BDA-Hist.: Q37792408 Status: § 2a Stand der BDA-Liste: 2025-06-30 Name: Städtischer Kindergarten und Hort (ehem. Herrenhaus) GstNr.: .38/2                   |
| ja   | Datei hochladen | Kath. Pfarrkirche hl. Modestus HERIS-ID: 103288 Objekt-ID: 119762                       | Fischlstraße 59 Standort KG: St. Peter bei Ebenthal     | Die Kirche wurde 1977/78 von Alfons Nessmann und Ewald Kaplaner errichtet. Der Bau auf unregelmäßigem Grundriss hat eine ansteigende breite Dachfläche und übereck gestellte Fensterformationen in Zickzacklinienführung. Der Hochaltar wurde von Renate Hörtner gestaltet. | BDA-Hist.: Q37796334 Status: § 2a Stand der BDA-Liste: 2025-06-30 Name: Kath. Pfarrkirche hl. Modestus GstNr.: 544/37 Pfarrkirche Klagenfurt-St. Modestus    |
| ja   | Datei hochladen | Kloster vom Guten Hirten (Kernbau, sog. „Schloss“) HERIS-ID: 16609 Objekt-ID: 12874     | Harbacher Straße 70 Standort KG: St. Peter bei Ebenthal | Schloss Harbach war ein Edelmannsitz, der 1213 erstmals urkundlich erwähnt und später zum Schloss umgebaut wurde. Ab den 1890er Jahren vom Frauenorden vom Guten Hirten als Kloster genutzt, wurde es um den Nord- und den West-Ost-Trakt und 1914 bis 1918 um die Kirche erweitert. 1962 erfolgte die Aufstockung des ursprünglich zweigeschoßigen Gebäudes. Die 14-achsige westliche Schauseite des Schlosses hat im Wesentlichen eine Fassade aus der ersten Hälfte des 19. Jahrhunderts. Seit 2002 hat die Kärntner Diakonie dort ihren Sitz. | BDA-Hist.: Q2241421 Status: Bescheid Stand der BDA-Liste: 2025-06-30 Name: Kloster vom Guten Hirten (Kernbau, sog. „Schloss“) GstNr.: 132 Schloss Harbach    |
| ja   | Datei hochladen | Kath. Stadtpfarrkirche St. Peter HERIS-ID: 54073 Objekt-ID: 62202                       | Mikschallee 1 Standort KG: St. Peter bei Ebenthal       | Der Saalbau in Stahlbetonskelettbauweise mit vorspringendem asymmetrischem Baukörper an der Schauseite wurde 1956 bis 1958 von Franz Lukesch errichtet. Von Karl Bauer stammen ein Glasgemälde in der Taufkapelle und ein großflächiges Mosaik im Chor. | BDA-Hist.: Q38059580 Status: § 2a Stand der BDA-Liste: 2025-06-30 Name: Kath. Stadtpfarrkirche St. Peter GstNr.: 758/1 Neue Pfarrkirche Klagenfurt-St. Peter |
| ja   | Datei hochladen | Alte Kirche HERIS-ID: 103486 Objekt-ID: 119986                                          | Ramsauerstraße 6A Standort KG: St. Peter bei Ebenthal   | Die kleine Kirche mit gotischem Chor und barockem Schiff hat einen schlanken Vorhallenturm mit Spitzhelm. In der Kirche befinden sich zwei Seitenaltäre aus dem 18. Jahrhundert; der Hochaltar wurde durch ein Heiliges Grab ersetzt. | BDA-Hist.: Q37797341 Status: § 2a Stand der BDA-Liste: 2025-06-30 Name: Alte Kirche GstNr.: .196 Alte Pfarrkirche Klagenfurt-St. Peter                       |